# Municipio de Wilmington (Illinois)
El municipio de Wilmington (en inglés: Wilmington Township) es un municipio ubicado en el condado de Will en el estado estadounidense de Illinois. En el año 2010 tenía una población de 6193 habitantes y una densidad poblacional de 66,52 personas por km².

## Geografía
El municipio de Wilmington se encuentra ubicado en las coordenadas 41°20′2″N 88°11′22″O / 41.33389, -88.18944. Según la Oficina del Censo de los Estados Unidos, el municipio tiene una superficie total de 93.1 km², de la cual 85,53 km² corresponden a tierra firme y (8,13 %) 7,57 km² es agua.

## Demografía
Según el censo de 2010, había 6193 personas residiendo en el municipio de Wilmington. La densidad de población era de 66,52 hab./km². De los 6193 habitantes, el municipio de Wilmington estaba compuesto por el 96,25 % blancos, el 0,76 % eran afroamericanos, el 0,31 % eran amerindios, el 0,32 % eran asiáticos, el 1,03 % eran de otras razas y el 1,32 % eran de una mezcla de razas. Del total de la población el 3,65 % eran hispanos o latinos de cualquier raza.